# Comunidad de comunas de Salvatierra de Bearne
La Comunidad de comunas de Salvatierra de Bearne (Communauté de communes de Sauveterre-de-Béarn, en francés), es una estructura intercomunal francesa situada en el departamento francés de Pirineos Atlánticos de la región de Aquitania.

## Historia
Fue creada el 1 de enero de 1996 con la unión de diecinueve de las veinte comunas del antiguo cantón de Salvatierra de Bearne y una de las veintitrés comunas del antiguo cantón de Navarrenx.
El 1 de enero de 2005, la comuna de Gestas, del cantón de Saint-Palais, se sumó a la comunidad.
El 1 de enero de 2008, la comuna de Nabas, del cantón de Navarrenx, se sumó a la comunidad.
El 1 de enero de 2014, la comuna de Laàs, del cantón de Salvatierra de Bearne, se sumó a la comunidad.
Actualmente las comunas forman parte, veinte del nuevo cantón de Orthez y Tierras de Ríos y Sal, y tres del nuevo cantón de Corazón de Bearne.

## Nombre
Debe su nombre a que la comunidad está en el área de influencia de la comuna que le da su nombre.

## Composición
La Comunidad de comunas reagrupa 23 comunas:
| Comuna                          | Código INSEE | Cantón                         | Población (2012) | Superficie (km²) | Densidad (hab./km²) |
| ------------------------------- | ------------ | ------------------------------ | ---------------- | ---------------- | ------------------- |
| Abitain                         | 64004        | Orthez y Tierras de Ríos y Sal | 98               | 6.59             | 15                  |
| Andrein                         | 64022        | Orthez y Tierras de Ríos y Sal | 135              | 7.8              | 17                  |
| Athos-Aspis                     | 64071        | Orthez y Tierras de Ríos y Sal | 187              | 5.90             | 32                  |
| Autevielle-Saint-Martin-Bideren | 64083        | Orthez y Tierras de Ríos y Sal | 212              | 5.87             | 36                  |
| Barraute-Camu                   | 64096        | Orthez y Tierras de Ríos y Sal | 161              | 3.94             | 41                  |
| Burgaronne                      | 64151        | Orthez y Tierras de Ríos y Sal | 103              | 5.27             | 20                  |
| Castetbon                       | 64176        | Orthez y Tierras de Ríos y Sal | 175              | 14.20            | 12                  |
| Espiute                         | 64215        | Orthez y Tierras de Ríos y Sal | 108              | 4.09             | 26                  |
| Gestas                          | 64242        | Corazón de Bearne              | 65               | 2.19             | 30                  |
| Guinarthe-Parenties             | 64251        | Orthez y Tierras de Ríos y Sal | 242              | 2.48             | 98                  |
| Laàs                            | 64287        | Orthez y Tierras de Ríos y Sal | 118              | 6.46             | 18                  |
| L'Hôpital-d'Orion               | 64263        | Orthez y Tierras de Ríos y Sal | 156              | 8.47             | 18                  |
| Montfort                        | 64403        | Orthez y Tierras de Ríos y Sal | 184              | 8.64             | 21                  |
| Nabas                           | 64412        | Corazón de Bearne              | 124              | 6.40             | 19                  |
| Narp                            | 64414        | Orthez y Tierras de Ríos y Sal | 131              | 6.33             | 21                  |
| Oraàs                           | 64423        | Orthez y Tierras de Ríos y Sal | 170              | 10.57            | 16                  |
| Orion                           | 64427        | Orthez y Tierras de Ríos y Sal | 162              | 9.80             | 17                  |
| Orriule                         | 64428        | Orthez y Tierras de Ríos y Sal | 155              | 6.36             | 24                  |
| Ossenx                          | 64434        | Orthez y Tierras de Ríos y Sal | 39               | 4.02             | 9.7                 |
| Rivehaute                       | 64466        | Corazón de Bearne              | 249              | 8.41             | 30                  |
| Saint-Gladie-Arrive-Munein      | 64480        | Orthez y Tierras de Ríos y Sal | 184              | 6.53             | 28                  |
| Salvatierra de Bearne           | 64513        | Orthez y Tierras de Ríos y Sal | 1408             | 14.54            | 97                  |
| Tabaille-Usquain                | 64531        | Orthez y Tierras de Ríos y Sal | 32               | 4.50             | 7.1                 |

## Competencias
La comunidad es un organismo público de cooperación intercomunal.
Sus recursos provienen del impuesto sobre los rendimientos del trabajo único, del sistema de contribuciones que se aplica a los residuos y asignaciones y subvenciones de diversos socios.
Sus competencias en general se centran en el desarrollo económico, medio ambiental, de empleo y los servicios comunitarios a los habitantes:
- Ordenación del Territorio
  - Plan de Coherencia Territorial (SCOT, en francés).
  - Plan Sectorial.
- Desarrollo y organización económica
  - Acción de desarrollo económico de las actividades industriales, comerciales o de empleo, (apoyo de las actividades agrícolas y forestales...).
  - Creación, organización, mantenimiento y gestión de zonas de actividades industriales, comerciales, terciario, artesanal o turístico.
- Desarrollo y organización social y cultural
  - Actividades culturales y socioculturales.
  - Actividades deportivas.
  - Construcción y/u organización, mantenimiento, gestión de equipamientos o establecimientos culturales, socioculturales, socioeducativos, deportivos…, etc.
  - Transporte escolar.
- Medio ambiente
  - Saneamiento no colectivo.
  - Recogida y tratamiento de los residuos urbanos y asimilados.
  - Protección y valorización del Medio Ambiente.
- Vivienda y hábitat
  - Programa local del hábitat.
- Servicio de vías públicas
  - Creación, organización y mantenimiento del servicio de vías públicas.
- Otros
  - Adquisición comunal de material.
  - Informática, Talleres vecinales.